# Прокаччини, Камилло
Камилло Прокаччини (итал. Camillo Procaccini; 3 марта 1561, Парма— 21 августа 1629, Милан) — итальянский живописец, рисовальщик и гравёр, мастер офорта, эпохи маньеризма и раннего барокко. Член большой семьи потомственных живописцев-маньеристов, сын и ученик Эрколе Прокаччини Старшего (1515—1595).

## Биография
Камилло родился в Парме в 1561 году в семье болонского живописца Эрколе Прокаччини Старшего (1515—1595) и братьев Джулио Чезаре и Карло Антонио, также художников. Как и его братья, Камилло получил начальное художественное образование в мастерской отца в Болонье. Его первой определённой работой является картина «Святой Иоанн Креститель у источника», написанная в возрасте шестнадцати лет (Галерея Эстензе в Модене), где очевидно его обучение на образцах Рафаэля, Микеланджело и Пеллегрино Тибальди.
В 1580-х годах он получил престижный заказ на выполнение фресок для собора Болоньи от кардинала Палеотти (не сохранились). Кардинал, представитель идеологии контрреформации, обязал художника создавать произведения в соответствии с указаниями Тридентского собора. Между 1585 и 1587 годами Камилло Прокаччини расписал фресками пресвитерий собора святого Проспера в Реджо-нель-Эмилия.
В конце 1580-х годов художник переехал из родной Эмилии в Милан вслед за графом Пирро I Висконти Борромео, который в 1587 году поручил ему украсить знаменитый Нимфей на вилле Борромео Висконти в Лайнате.
Окончательно обосновавшись в Милане со своим отцом и братьями, Камилло стал получать всё более престижные заказы. Для Миланского собора он создал алтарный образ, изображающий мученичество Святой Агнессы, произведение, впоследствии переданное в коллекцию кардинала Карло Борромео на острове Изола Белла. Наряду с идеями Контрреформации Камилло Прокаччини привнёс в ломбардскую живопись влияние Корреджо и Просперо Фонтана. Камилло называли «ломбардским Вазари» (Vasari della Lombardia).

## Галерея

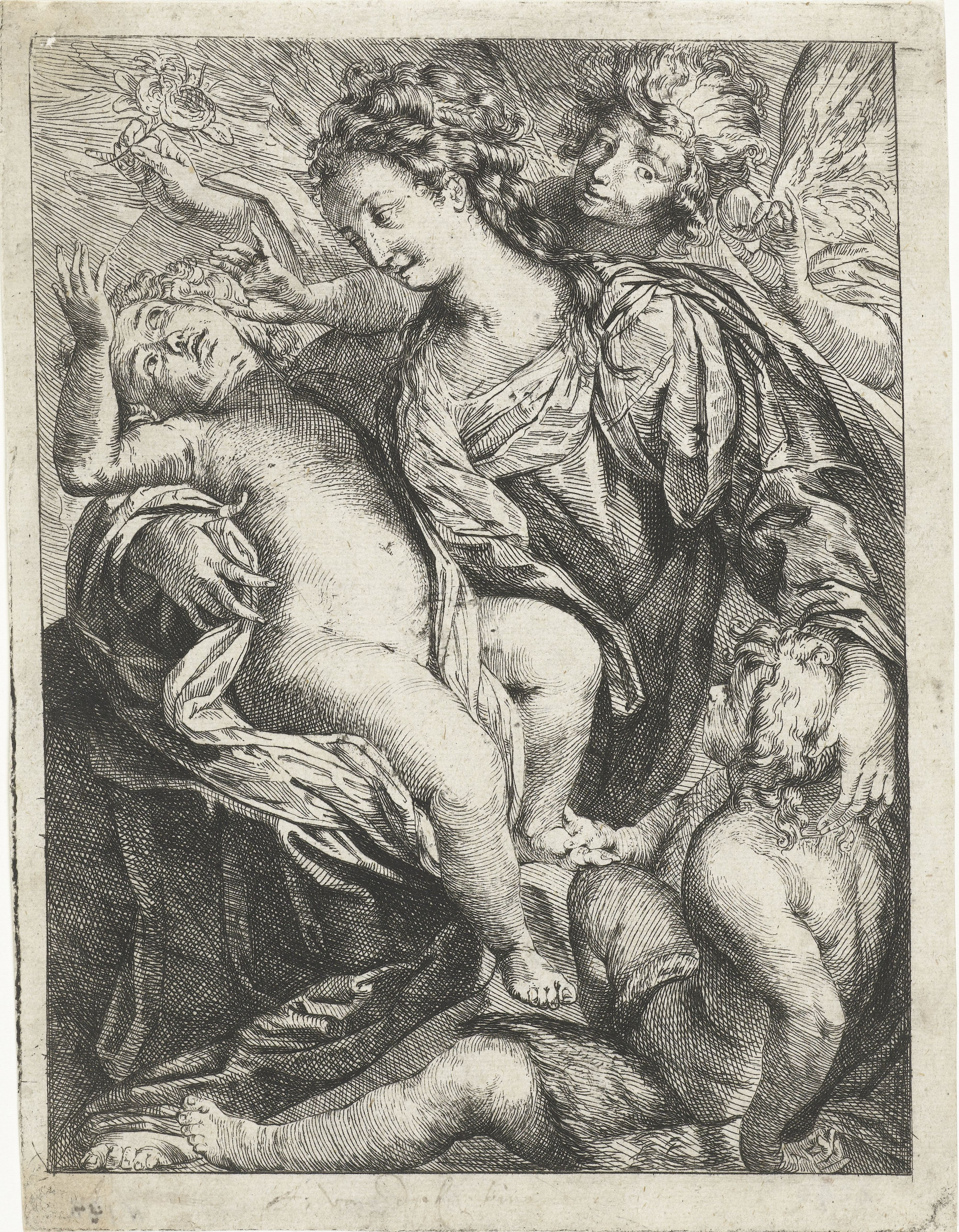
Дева Мария с младенцами Иисусом и Иоанном Крестителем. Между 1650 и 1670. Офорт
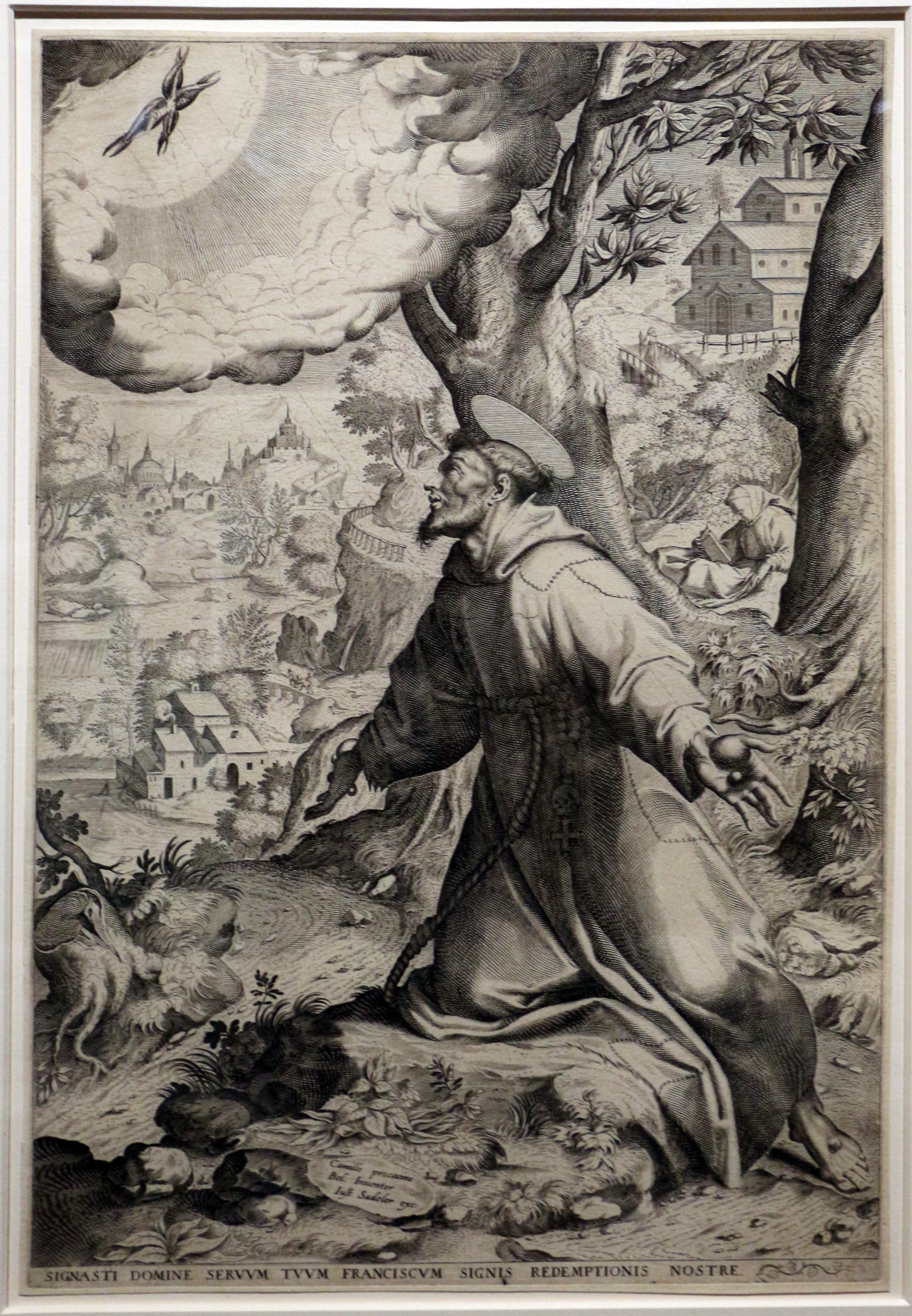
Стигматизация Святого Франциска. Между 1575 и 1630. Офорт
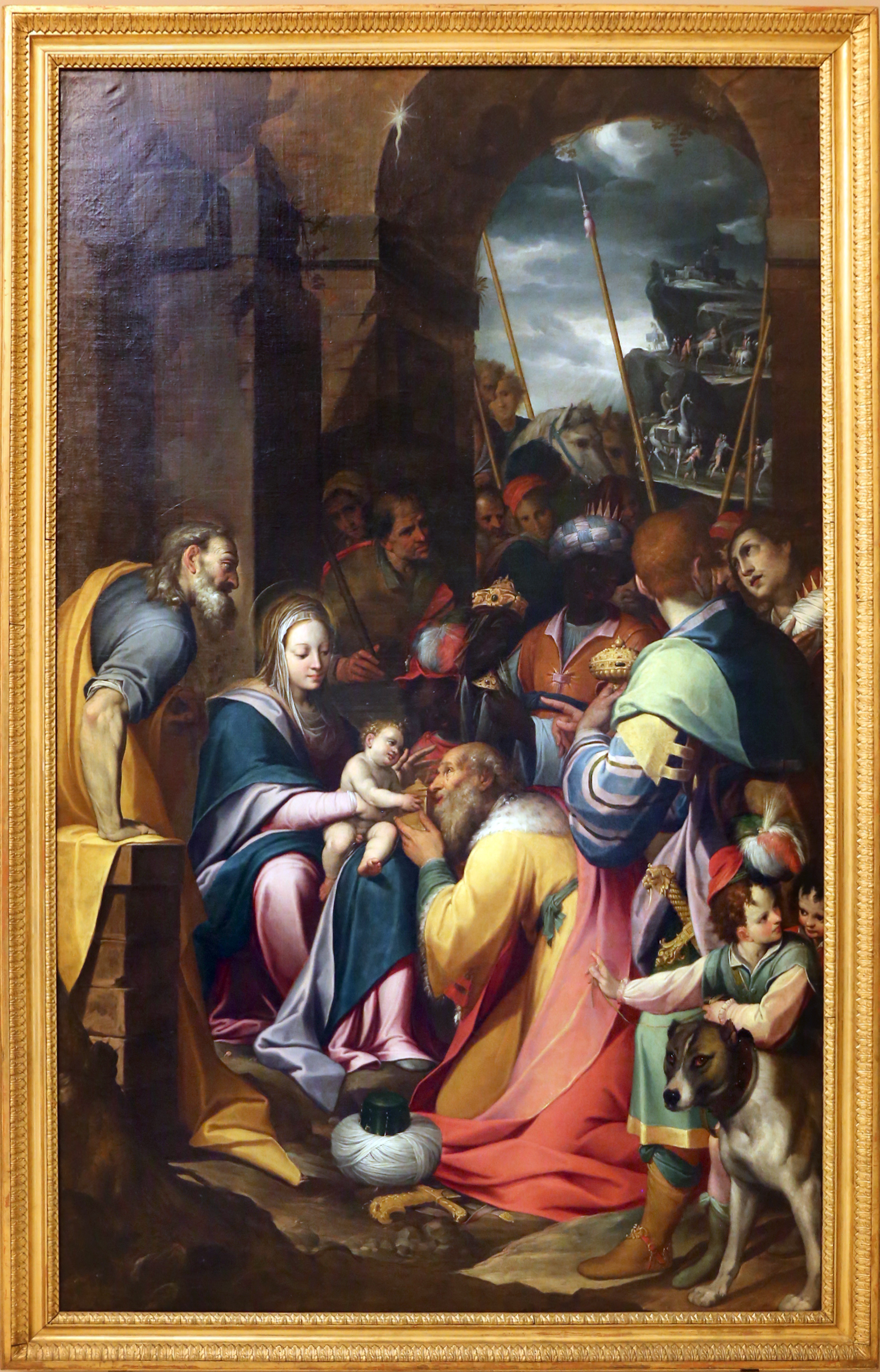
Поклонение волхвов. Между 1598 и 1608. Холст, масло. Муниципальный музей, Модена
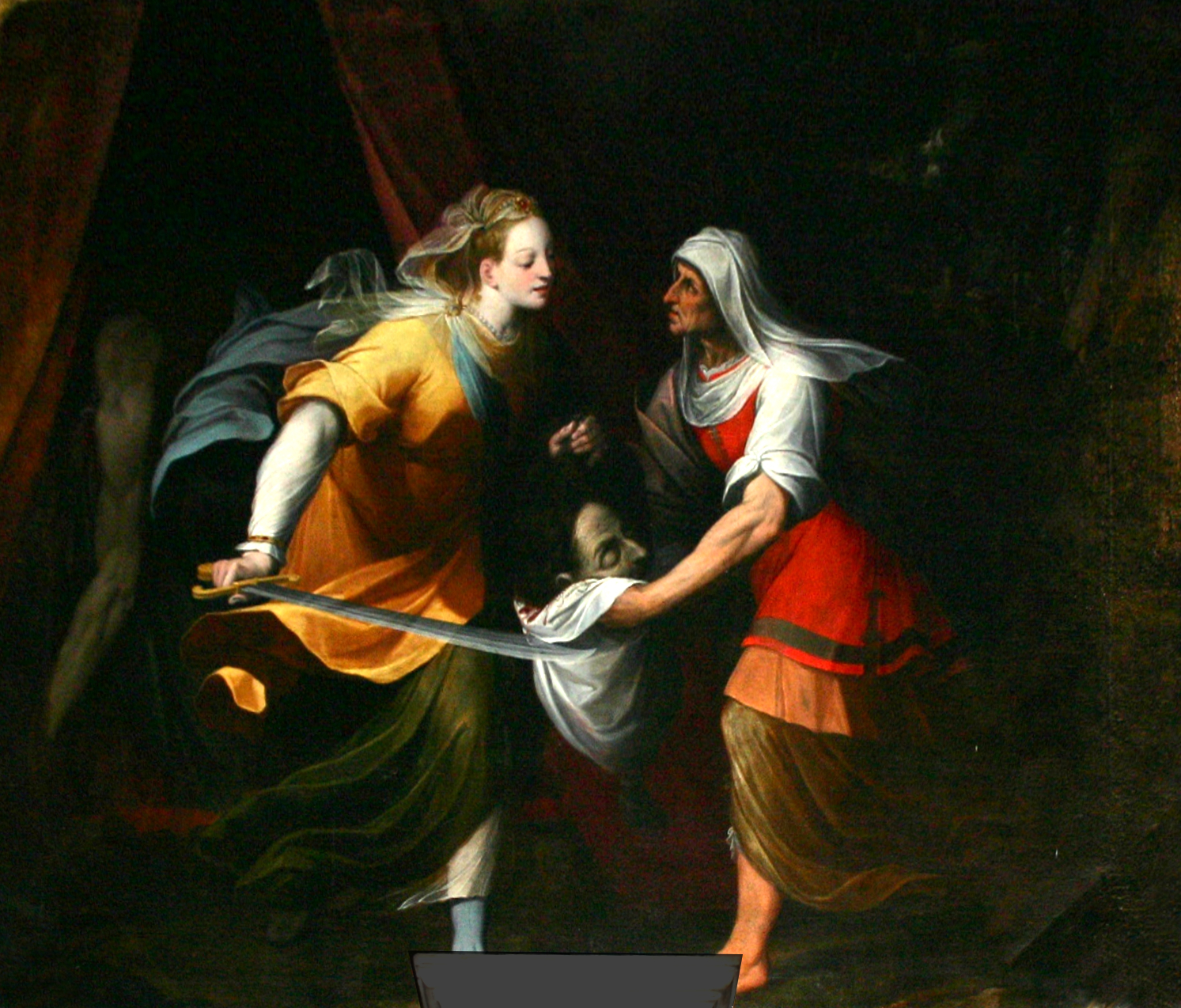
Юдифь с головой Олоферна. Холст, масло. Церковь Санта-Мария-дель-Кармине, Милан
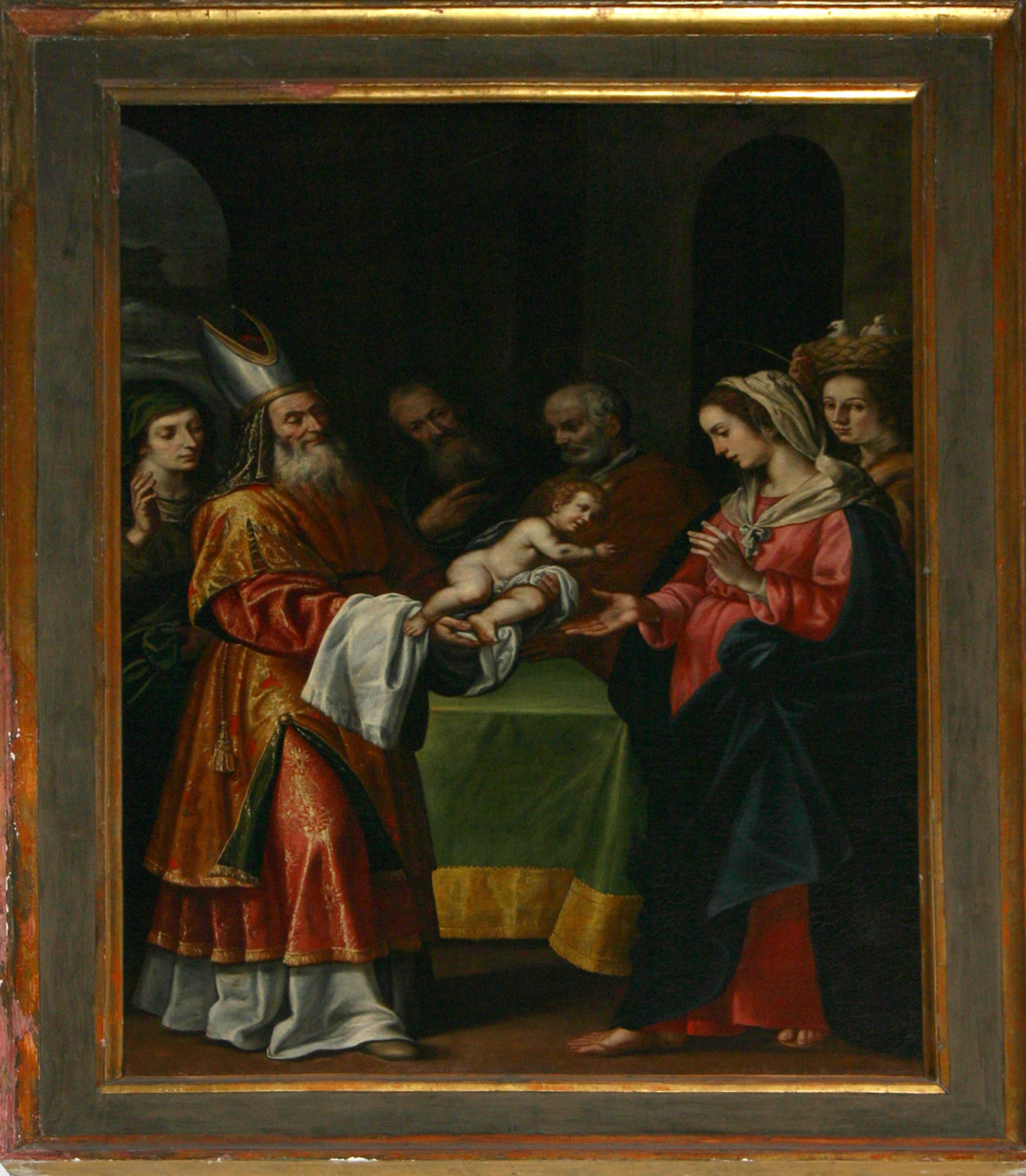
Представление младенца Иисуса в храме. Хоолст, масло. Базилика Сан-Надзаро-Маджоре, Милан
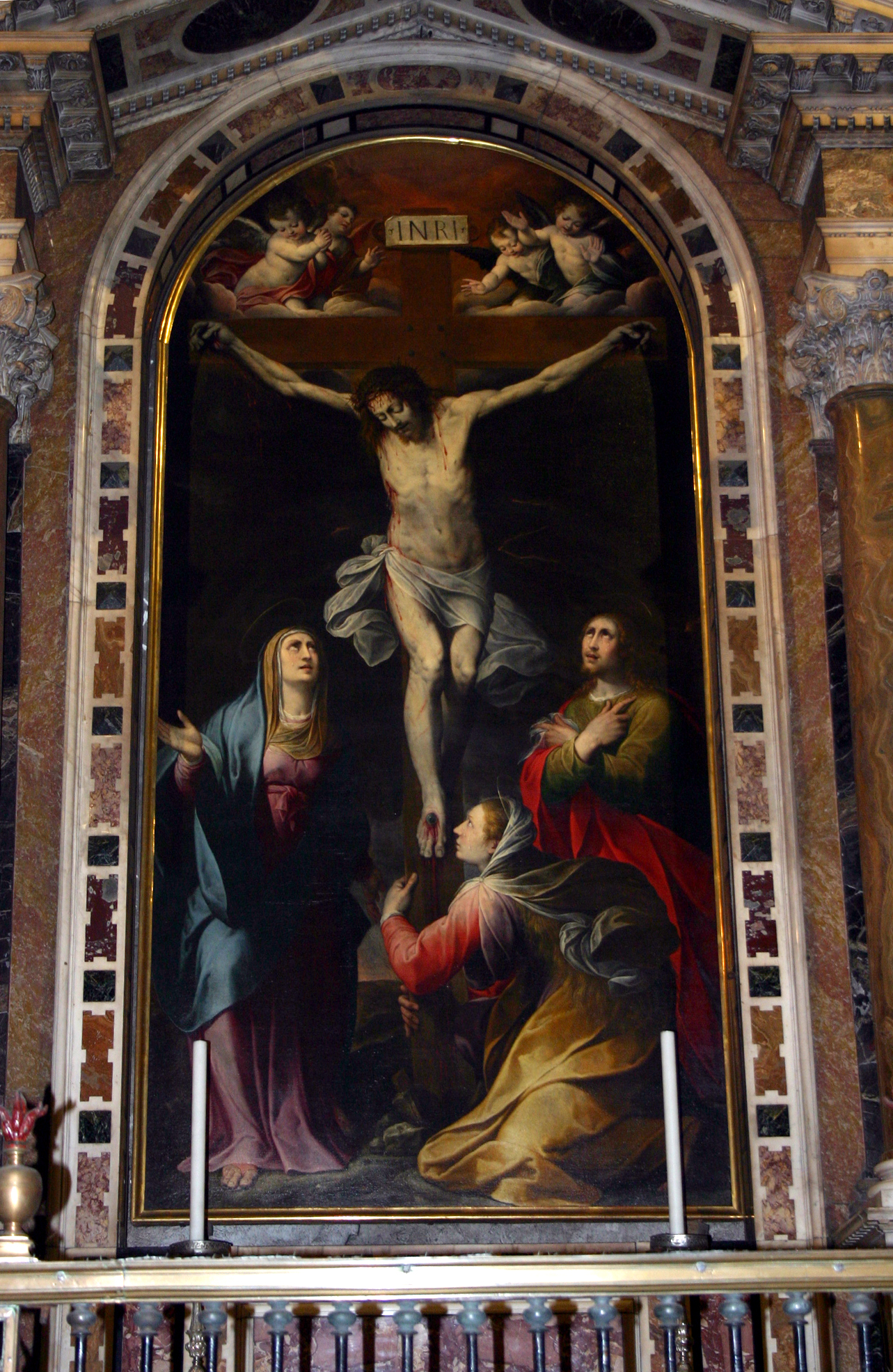
Распятие. Между 1623 и 1626. Холст, масло. Капелла Креста базилики Сант-Алессандро, Милан
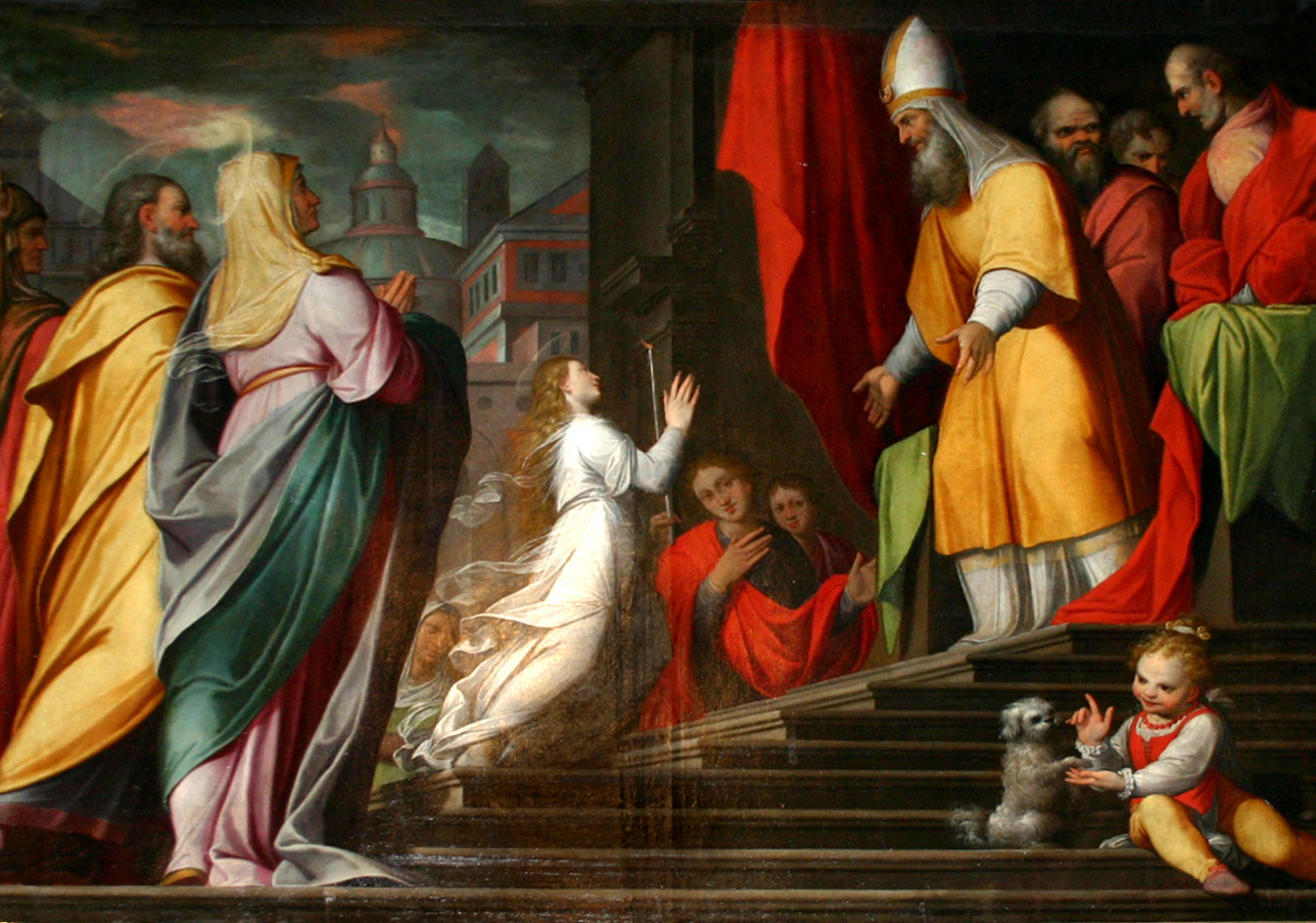
Введение Марии в храм. Между 1616 и 1619. Холст, масло. Церковь Санта-Мария-дель-Кармине, Милан